# Antártida (filme)
Antártida é um futuro filme brasileiro de drama, dirigido por Bruno Safadi e roteirizado por Claudia Jouvin. Produzido pelos Estúdios Globo e com lançamento previsto pelo Globoplay, o longa ainda não tem previsão de estreia.
É estrelado por Andrea Beltrão, Leandra Leal, Marina Ruy Barbosa e Adélio Lima.

## Sinopse
Em uma base isolada da Marinha na Antártida, a subcomandante Irene (Andrea Beltrão) precisa lidar com a rotina severa da equipe sob seu comando. Quando um misterioso crime abala o ambiente gelado e silencioso da base, ela se vê obrigada a liderar uma investigação interna ao mesmo tempo em que enfrenta o isolamento, as tensões do grupo e as adversidades do lugar extremo.

## Elenco
- Andrea Beltrão como Irene
- Leandra Leal como Amanda
- Marina Ruy Barbosa
- Adélio Lima
- Antonio Calloni
- Renan Monteiro
- Lázaro Ramos
- Henrique Barreira

## Produção
O projeto Antártida marca mais uma colaboração entre a roteirista Claudia Jouvin e os Estúdios Globo, sendo inicialmente desenvolvido como série. Com a decisão de transformá-lo em longa-metragem, a narrativa foi condensada e adaptada para o novo formato. A direção é de Bruno Safadi, que liderou uma equipe técnica para registrar imagens nas paisagens congeladas da Patagônia, utilizadas como base para a ambientação visual do filme.

As cenas com o elenco serão filmadas em estúdios da emissora equipados com tecnologia de produção virtual, semelhante à utilizada em grandes produções internacionais. O uso desse recurso permitirá criar uma representação imersiva e realista da Antártida, sem comprometer a logística e segurança das gravações.